# Fagraea umbelliflora
Fagraea umbelliflora là một loài thực vật có hoa trong họ Long đởm. Loài này được Gilg & Benedict mô tả khoa học đầu tiên năm 1916.